# Примењена физика
Примeњена физика je скуп научних дисциплина, грана и праваца физике које имају за циљ решавање физичких проблема ради конкретних технолошких и практичних примена. Њена најважнија карактеристика је да се одређени физички феномен проучава не због саме науке, већ у контексту техничких и интердисциплинарних изазова. „Примeњена“ физика се разликује од „чисте“ физике, која се фокусира на фундаментална истраживања. Примeњена физика се ослања на открића настала у оквиру фундаменталних истраживања и усмерена је на решавање проблема са којима се суочавају технолози како би се та открића што ефикасније применили у пракси. Другим речима, примeњена физика има корене у основним начелима и појмовима физичке науке, али је повезана са употребом тих научних принципа у практичним уређајима и системима. Примeњени физичари могу бити заинтересовани и за решавање проблема у оквиру научних истраживања. На пример, стручњаци из области физике убрзивача раде на њиховом унапређењу ради истраживања структуре материје.